# Hovrätten över Skåne och Blekinge
Hovrätten över Skåne och Blekinge är en av Sveriges sex hovrätter och har sitt säte i Malmö. Den kallas vardagligt för Skånska hovrätten. I domkretsen för hovrätten ingår Malmö tingsrätt, Lunds tingsrätt, Helsingborgs tingsrätt, Hässleholms tingsrätt, Kristianstads tingsrätt, Ystads tingsrätt och Blekinge tingsrätt, samt deras domkretsar som omfattar hela Skåne län och Blekinge län.
Hovrätten bildades 1821 i Kristianstad och har sedan 1 maj 1917 säte i Malmö.

## Heraldiskt vapen
Blasonering: I kluvet fält av rött och blått en inböjd spets av guld belagd med en blå balansvåg; spetsen åtföljd dexter av ett avslitet krönt griphuvud och sinister av en ek med tre kronor uppträdda på stammen, allt av guld. Skölden krönt med kunglig krona.
Vapnet fastställdes år 2005. Griphuvudet och eken kommer från Skånes och Blekinges respektive länsvapen och balansvågen representerar rättvisan.

## Historia
Hovrätten över Skåne och Blekinge invigdes den 4 juli 1821 av kronprins Oscar och hade ursprungligen sitt säte i Kristianstad. Domkretsen hade tidigare ingått i  Göta hovrätts domkrets. Hovrätten var ursprungligen inrymd i Fortifikationshuset i Kristianstad, men flyttades 1842 till det då nybyggda Stora kronohuset vid Stora Torg. År 1917 flyttade hovrätten till Malmö och Malmöhus. År 2009 invigdes hovrättens nya lokaler i kvarteret Flundran norr om kanalen.

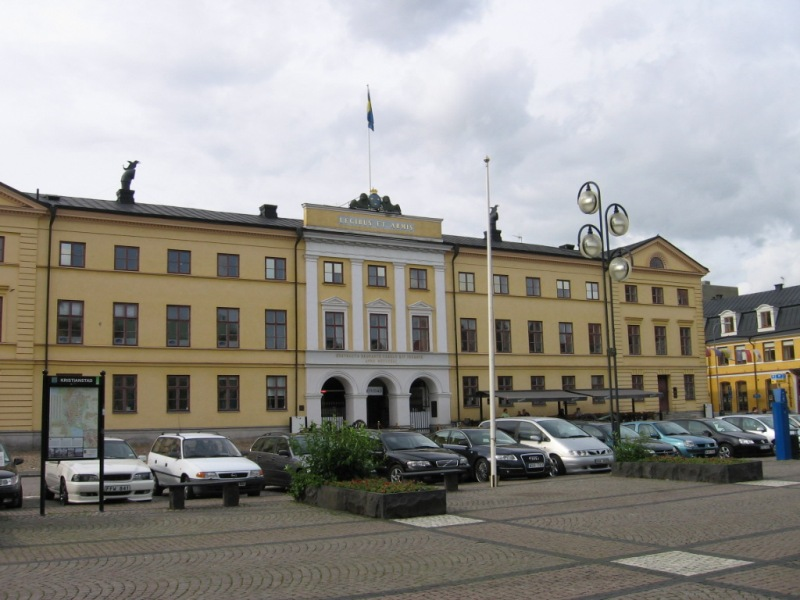
Stora kronohuset i Kristianstad.
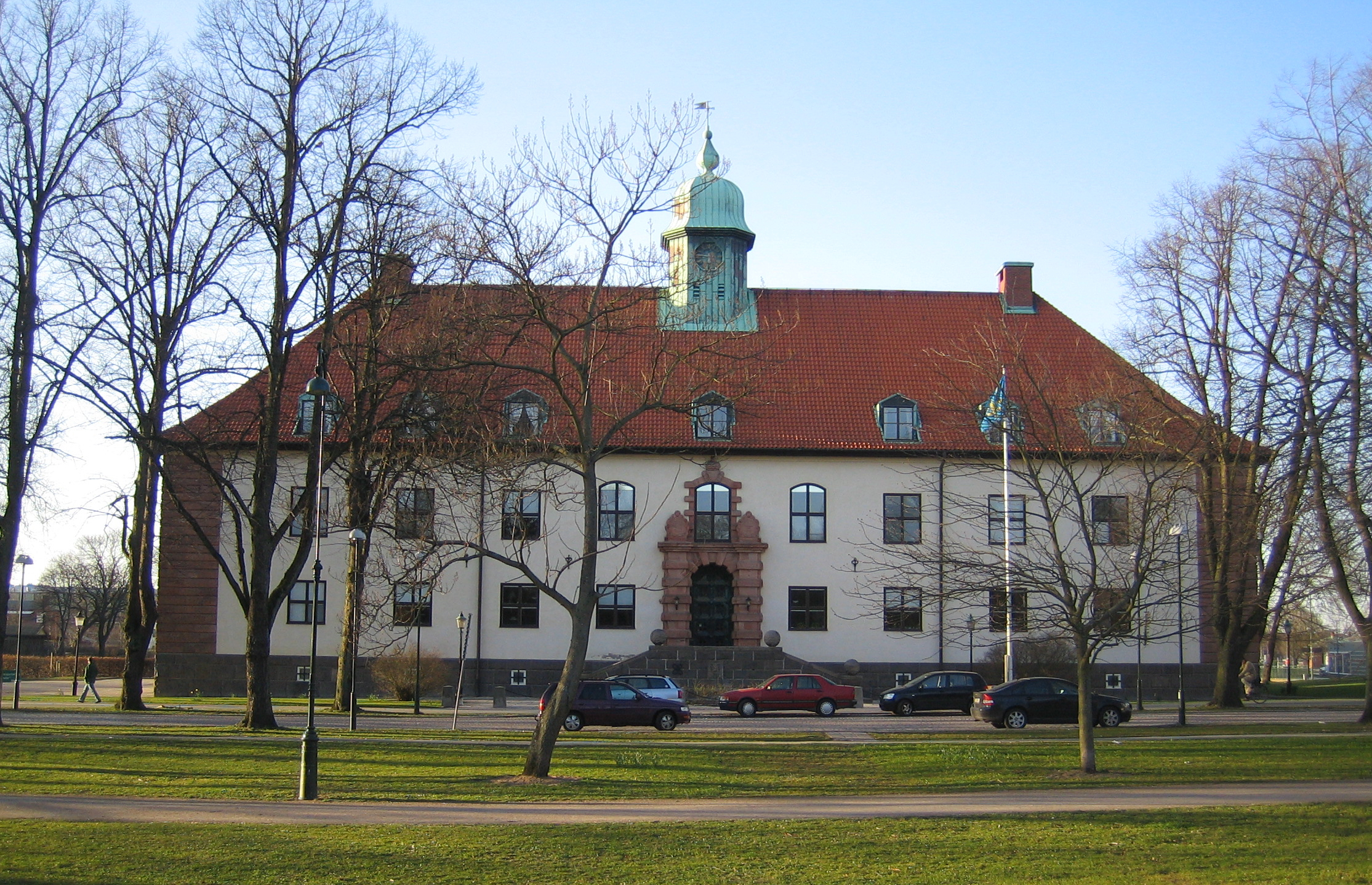
Gamla hovrätten i Malmö.
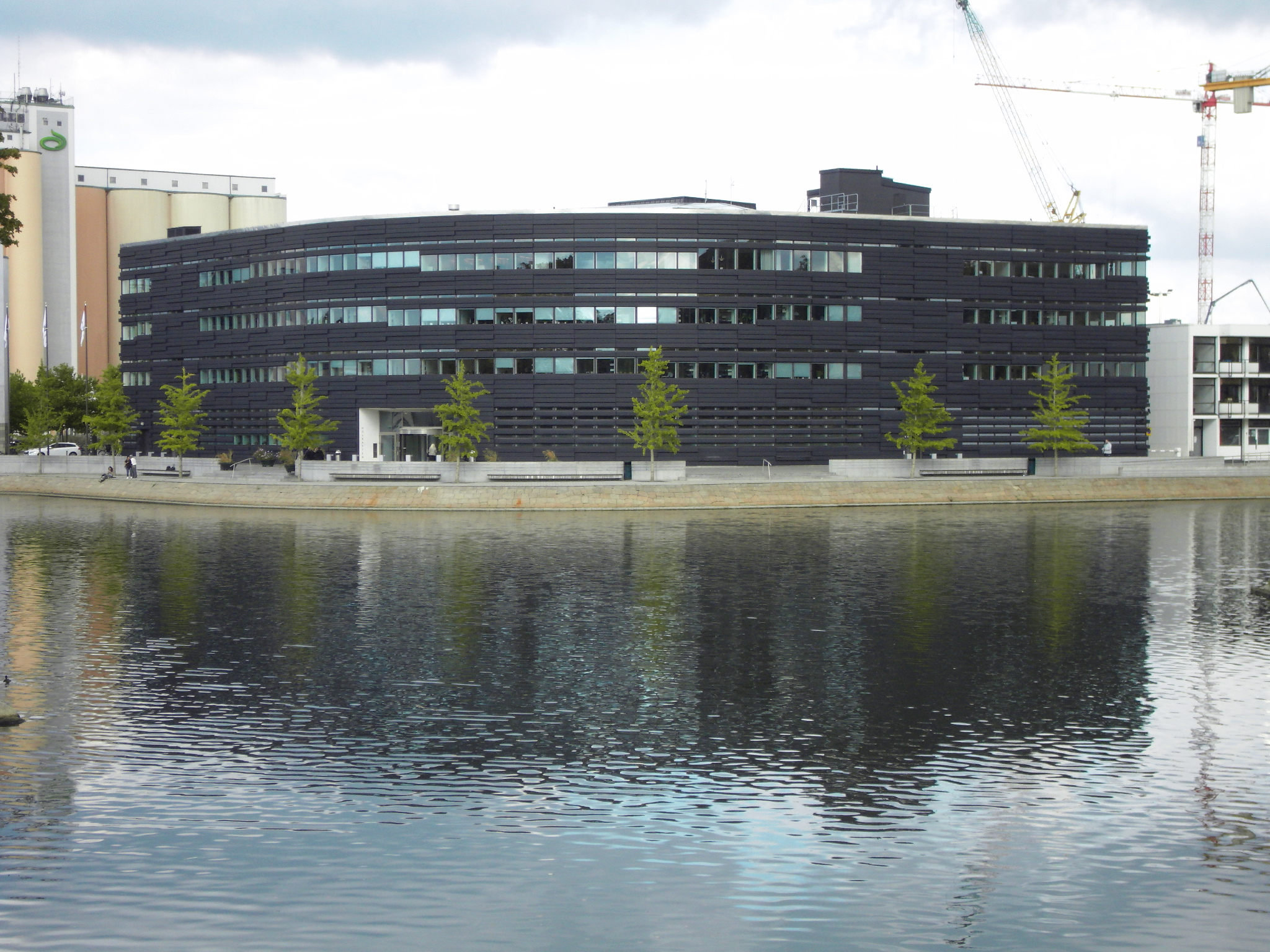
Nya hovrätten sedd över kanalen.

## Befolkning i tingsrätternas domkretsar
| Domkrets     | Kansliort(er)         | Folkmängd |
| ------------ | --------------------- | --------- |
| Malmö        | Malmö                 | 423 561   |
| Lund         | Lund, Landskrona      | 345 939   |
| Helsingborg  | Helsingborg           | 309 317   |
| Ystad        | Ystad                 | 171 921   |
| Blekinge     | Karlskrona, Karlshamn | 157 223   |
| Kristianstad | Kristianstad          | 112 827   |
| Hässleholm   | Hässleholm            | 65 061    |
| Totalt       | 1 585 849             | 1 585 849 |
| Källa: 2024  |                       |           |

## Hovrättspresidenter
- 1821–1844: Casper Wilhelm Michael Ehrenborgh
- 1844–1857: Jean Albrecht Berg von Linde
- 1858–1883: Thomas Munck af Rosenschöld
- 1883–1904: Fredrik Wilhelm Ingemund Lilliestråle
- (t.f. 1902) 1904–1913: Jacob Lundahl[4]
- 1913–1929: Berndt Hasselrot
- 1914–1917: Frithiof Kristian Magnus Kallenberg (tillförordnad)[5]
- 1926–1928: Frithiof Kristian Magnus Kallenberg (tillförordnad)[5]
- 1929–1946: Karl Schlyter
- 1932–1936: Ragnar Sommar Bruzelius (tillförordnad)
- 1938–1939: Emil Schartau (tillförordnad)[6]
- 1946–1958: Ivar Wieslander
- 1958–1977: Björn Kjellin
- 1977–1987: Tore Landahl
- 1987–2000: Bo Broomé
- 2000–2001: Lars Eklycke
- 2001–2009: Lars-Göran Engström
- 2009–2021: Lennart Svensäter[7]
- 2021–: Ylva Norling Jönsson